# Carine Paul
Carine Paul, née le 11 juillet 1988 à Cayenne (Guyane), est une joueuse française de basket-ball.

## Biographie

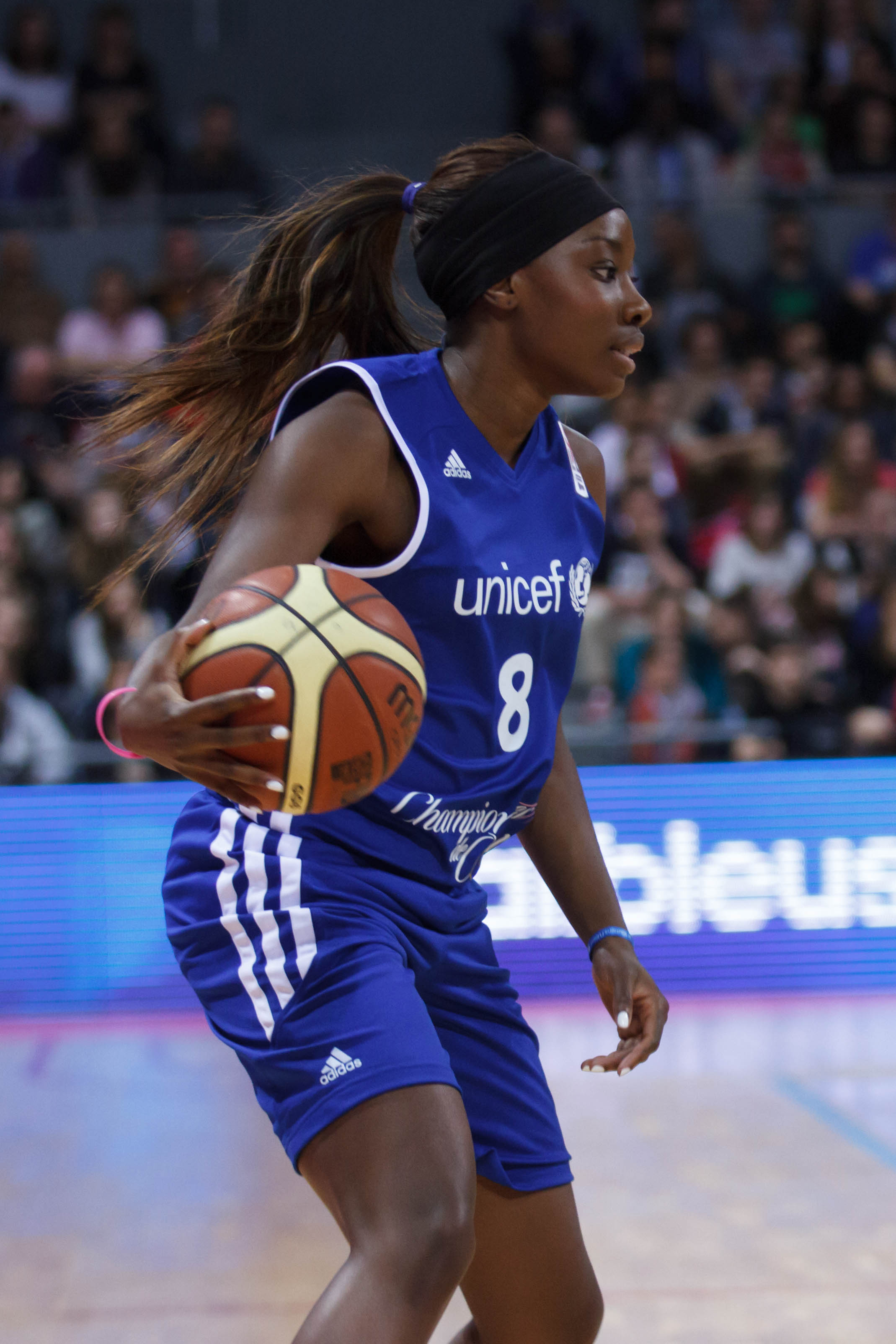
Carine Paul pendant Championnes de cœur, à Toulouse en 2014.

Après trois années au pôle espoir Picardie , elle entra au centre fédéral de Toulouse puis L’insep de Paris pour ensuite signer son premier contrat Professionnel avec le Bourges basket pour 3 années coaché  par Pierre Vincent.
Sur le plan international Carine a participé à tous les championnats d’europe De U15 à U20 de sa génération d’âge mais aussi avec la génération 1987.
Carine, lors de sa dernière campagne européenne finira médaillée d’argent et sera récompensée en faisant partie du 5 Majeur du championnat d’europe sous la houlette du Coach Abdou N’Diaye qu’elle rejoindra l’année suivante pour deux ans à l’ESBVA.
Meneuse titulaire de Saint-Amand en 2014-2015, elle se blesse lors du premier match de la saison. La canadienne au passeport britannique Shona Thorburn est engagée le temps qu'elle se remette de sa double entorse.
En juin 2015, elle rejoint le club de Ligue 2 de Dunkerque pour se relancer après une saison quasi blanche dans le Hainaut consécutive à une double entorse de la cheville.

## Carrière en club
- 1996 - 2000 :  Saint Leu d'Esserent
- 2000 - 2001 :  Nogent-sur-Oise
- 2001 - 2003 :  Beauvais
- 2003 - 2004 :  Centre Fédéral Toulouse (NF2)
- 2004 - 2006 :  Centre Fédéral (NF1)
- 2006 - 2009 :  CJM Bourges Basket (LFB)
- 2009 - 2011 :  Villeneuve-d'Ascq (LFB)
- 2011 - 2015 :  Saint-Amand Hainaut Basket (LFB)
- 2015 - 2016 :  Dunkerque-Malo grand littoral basket club (LF2)
- 2016 - 2017 :  AS Monaco (NF2)
- 2017 - 2019 :  Femina Wasquehal

## Palmarès

### Club
- Championne de France : 2008 et 2009
- Vainqueur du Tournoi de la Fédération : 2007 et 2008
- Médaillée de bronze à l'Euro Espoirs en 2007
- Médaillée de bronze à l'Euro Juniors en 2005
- Médailée d’argent à l’Euro U20 en 2009
- Dans le 5 Majeur de l’Euro U20 en 2009
- Vainqueur de la Coupe de France en 2008 et 2009
- Vainqueur des Jeux de la Francophonie en 2005